# Fundația Națională pentru Știință și Artă
Fundația Națională pentru Știință și Artă este un for științific și cultural care îl are ca președinte de onoare pe laureatul Premiului Nobel, George Emil Palade. Președintele fundației a fost academicianul Eugen Simion (la momentul înființării, președinte al Academiei Române). Membrii de onoare sunt: Ilya Prigogine, Christian de Duve, Aleksandr Prohorov. Fundația cuprinde 82 de membri, dintre care 51 sunt academicieni români, iar 31 personalități străine.
Desfășurâdu-și activitatea sub auspiciile Academiei Române,  Fundația Națională pentru Știință și Artă își propune să fie un factor dinamizator al societății civile, sprijinind procesul de integrare culturală europeană prin oferirea de soluții practice în domeniul științei și artei. Organizarea de dezbateri contribuie la sensibilizarea societății românesti în legătură cu păstrarea și dezvoltarea patrimoniului cultural național dar și la identificarea de soluții practice cu efect imediat. 
Fundația pentru Știință și Artă a obținut statutul de Fundație de Utilitate Publică.

## Controverse
- În anul 2013 Eugen Simion (prin Fundația Națională pentru Știință și Artă) a fost dat în judecată pentru publicarea operei lui Cioran fără drepturi de autor.[1][2]
- În anul 2015 Eugen Simion (prin Fundația Națională pentru Știință și Artă) și Academia Română și au fost acuzați de editarea unui text latin stabilit de Dan Slușanschi, fără a se menționa contribuția acestuia în pagina de titlu și în descrierea CIP. Volumul incriminat este Dimitrie Cantemir, Istoria măririi si decăderii Curții othmane (Incrementorum et decrementorum aulae othman[n]icae sive aliothman[n]icae historiae), Academia Română, 2015.[3]